# Aosta
Aosta (em francês:  Aoste, AFI: [ɔst], ouvirⓘ) é uma comuna italiana capital da Vale de Aosta, com cerca de 33.926 habitantes. Estende-se por uma área de 21 km², tendo uma densidade populacional de 1616 hab/km². Faz fronteira com Charvensod, Gignod, Gressan, Pollein, Roisan, Saint-Christophe, Sarre.
No período romano chamava-se Augusta Pretória dos Salassos (Augusta Praetoria Salassorum‎).

## Personalidades
- Anselmo de Aosta (1033-1109)
- Diodato (1981)

## Demografia
| Variação demográfica do município entre 1861 e 2011                               |
|                                                                                   |
| Fonte: Istituto Nazionale di Statistica (ISTAT) - Elaboração gráfica da Wikipedia |